# زلزال جاوة الشرقية 2021
زلزال جاوة الشرقية أو زلزال مالانج وقع في 10 أبريل 2021 في الساعة 14:00 بالتوقيت المحلي قبالة الساحل الجنوبي لجاوة الشرقية في إندونيسيا. يقع مركز الزلزال على بعد 44 كم جنوب غرب جوندانجليجي كولون في مقاطعة جاوة الشرقية. بقياس 6.0 أو 6.1 على مقياس قوة العزم (Mw) وبعمق 82.3 كم، تسبب الزلزال في اهتزاز معتدل بقياس V على مقياس مقياس ميركالي المعدل. من المعروف أن ما لا يقل عن 8 أفراد لقوا مصرعهم من الزلزال وأصيب 25 آخرون بجروح خطيرة.